# Dalibor Pleva
Dalibor Pleva (* 2. dubna 1984, Trenčín, Československo) je slovenský fotbalový obránce a bývalý mládežnický reprezentant, od léta 2017 hráč polského klubu GKS Katowice.

## Klubová kariéra
S fotbalem začínal v FK Ozeta Dukla Trenčín, odkud přešel do MFK Dubnica. V dresu Dubnice debutoval v profesionálním fotbale. V letech 2009–2011 hrál za FK Dukla Banská Bystrica.
V červenci 2011 přestoupil do polského klubu Termalica Bruk-Bet Nieciecza, přestup se zrealizoval za iniciativy agentury HMP-Sport Management. V sezóně 2014/15 zažil historický postup klubu do Ekstraklasy (polské nejvyšší fotbalové ligy).
V srpnu 2017 přestoupil do polského druholigového mužstva GKS Katowice.

## Reprezentační kariéra
Pleva oblékal reprezentační dres Slovenska v kategorii U21.